# Amir Rrahmani
Amir Kadri Rrahmani (n. 24 februarie 1994, Prishtina, Iugoslavia) este un fotbalist profesionist kosovar care joacă pe postul de fundaș central pentru clubul italian din Serie A Napoli și echipa națională din Kosovo.
El a jucat la juniori pentru Drenica, pentru care a debutat în prima echipă în 2011 și după ce a debutat în Superliga din Kosovo, a ajuns la Partizani Tirana din Albania. În timpul petrecut la Partizani Tirana a devenit căpitan al Albaniaei U21 și în 2014 și-a făcut debutul la naționala mare. După 66 de meciuri și 3 goluri în toate competițiile pentru Partizani Tirana, Rrahmani s-a transferat la RNK Split din Croația.

## Cariera pe echipe

### Drenica
Rrahmani s-a născut la Pristina din părinți albanezi kosovari, originari din Skënderaj. Și-a început cariera de fotbalist la echipa de tineret din Drenica, fiind promovat la echipa mare în timpul sezonului 2011-2012, impunându-se repede deși avea doar 17 ani. El a dat probe pentru echipa albaneză Kastrioti Krujë în vara anului 2012, pe care le-a trecut, însă echipa nu a fost de acord să plătească 3.000 € în schimbul său. El a revenit la KF Drenica, unde a devenit un jucător important al echipei, ajutându-și echipa să se claseze peste locul care ducea în playofful de retrogradare din Superliga din Kosovo. Contractul său a expirat la sfârșitul sezonului 2012-2013.

### Partizani Tirana
Rrahmani a fost dorit de echipe din Superliga din Albania, cu Skënderbeu Korçë fiind prima care i-a oferit un contract, dar în cele din urmă a decis să joace pentru Partizani Tirana. El și-a făcut debutul pentru noua sa echipă pe 21 septembrie 2013 într-un meci din deplasare împotriva lui Besa Kavajë, intrând la pauză în meciul câștigat de echipa lui cu 1-0.
La sfârșitul sezonului 2014-2015, Rrahmani a fost numit Talentul sezonului de către asociația „Sporti na bashkon”.

### Split
La 5 iunie 2015, Rrahmani s-a transferat la echipa croată RNK Split, unde a jucat alături de colegul său albanez Sokol Cikalleshi. El a debutat în campionat pe 13 iulie, în meciul de deschidere al sezonului 2015-2016 împotriva lui Lokomotiva, în care a jucat 90 de minute într-o victorie acasă cu 2-1. După aceea, Rrahmani a fost titular în echipa alcătuită de antrenorul Zoran Vulić și mai târziu de Goran Sablić, fiind o certitudine în centrul defensivei.
La 30 octombrie, Rrahmani a jucat bine în victoria de acasă cu Dinamo Zagreb scor 1-0,, care l-au făcut să fie numit în echipa etapei. La 22 noiembrie, după meciul bun făcut în deplasare, scor 1-1 cu Istra 1961, Rrahmani a fost numit din nou în echipa etapei.
Rrahmani a început anul 2016 jucând 90 de minute în prima partidă a echipei din 2016, o remiză scor 1-1 împotriva lui Inter Zaprešić urmată de alte 90 de minute împotriva Zagrebului, în urma cărora a fost numit din nou în echipa etapei. La 2 martie 2016, Rrrahmani a marcat primul gol pentru club în timpul înfrângerii de acasă cu 1-2 cu Rijeka. A fost din nou inclus în echipa etapei. Evoluțiile sale constante i-au crescut cota până la 1 milion de euro. El a fost numit din nou în echipa etapei pentru a opta oară după o remiză fără goluri împotriva lui Osijek de pe 8 aprilie.

## Cariera la națională
Fiind de origine albaneză din Kosovo, la 4 iunie 2013, Rrahmani a primit cetățenia albaneză, alături de Agon Mehmeti, și alți jucători din Albania, Haxhi Neziraj, Valentin Gjokaj și Herolind Shala.

### Albania U21
Rrahmani a fost chemat pentru prima dată la naționala Albaniei sub 21 de ani de Skënder Gega pentru un meci amical cu Albania U21 împotriva Macedoniei în februarie 2013. În următoarele patru meciuri, cele contând pentru calificările la Campionatul European sub 21 de ani din 2015, a fost introdus pe teren pe finalul acestora, între lunile august și noiembrie 2013.

### Albania
După performanțele sale atât la Partizani Tirana, cât și la sub 21 din Albania, Rrahmani a fost chemat de selecționerul naționalei mari a Albaniei, Gianni De Biasi, pentru meciul amical de pe 8 iunie 2014 împotriva lui San Marino. El și-a făcut debutul său împotriva lui San Marino, intrând ca rezervă în locul lui Elseid Hysaj, în minutul 82 al meciului, care s-a terminat cu victoria cu 3-0 a echipei sale în deplasare. La 13 noiembrie 2015, a marcat împotriva Kosovoului.

### Kosovo
La 19 mai 2014, Rrahmani a fost convocat la naționala Republicii Kosovo pentru meciurile amicale împotriva Turciei și Senegalului. La 25 mai 2014, el și-a făcut debutul pentru Kosovo în meciul cu Senegal, fiind titular.

## Statistici privind cariera

### Club
Până pe 8 mai 2018
| Club                  | Sezon         | Campionat                        | Campionat | Campionat | Cupă    | Cupă   | Europa  | Europa | Altele  | Altele | Total   | Total  |
| Club                  | Sezon         | Divizie                          | Meciuri   | Goluri    | Meciuri | Goluri | Meciuri | Goluri | Meciuri | Goluri | Meciuri | Goluri |
| --------------------- | ------------- | -------------------------------- | --------- | --------- | ------- | ------ | ------- | ------ | ------- | ------ | ------- | ------ |
| Partizani Tirana      | 2013-2014     | Superliga Albaniei               | 25        | 0         | 4       | 0      | -       | -      | -       | -      | 29      | 0      |
| Partizani Tirana      | 2014-2015     | Superliga Albaniei               | 34        | 3         | 3       | 0      | -       | -      | -       | -      | 37      | 3      |
| Partizani Tirana      | Total         | Total                            | 59        | 3         | 7       | 0      | -       | -      | -       | -      | 66      | 3      |
| Despică               | 2015-2016     | Prima Ligă de Fotbal din Croația | 34        | 1         | 0       | 0      | -       | -      | -       | -      | 34      | 1      |
| Despică               | 2016-2017     | Prima Ligă de Fotbal din Croația | 7         | 0         | 0       | 0      | -       | -      | -       | -      | 7       | 0      |
| Despică               | Total         | Total                            | 41        | 1         | 0       | 0      | -       | -      | -       | -      | 41      | 1      |
| Dinamo Zagreb         | 2016-2017     | Prima Ligă de Fotbal din Croația | 0         | 0         | 0       | 0      | -       | -      | -       | -      | 0       | 0      |
| Dinamo Zagreb         | 2017-2018     | Prima Ligă de Fotbal din Croația | 23        | 1         | 3       | 0      | 2       | 0      | 0       | 0      | 28      | 1      |
| Dinamo Zagreb         | Total         | Total                            | 23        | 1         | 3       | 0      | 2       | 0      | 0       | 0      | 28      | 1      |
| Lokomotiva (împrumut) | 2016-2017     | Prima Ligă de Fotbal din Croația | 28        | 1         | 3       | 0      | -       | -      | -       | -      | 31      | 1      |
| Lokomotiva (împrumut) | Total         | Total                            | 28        | 1         | 3       | 0      | -       | -      | -       | -      | 31      | 1      |
| Total carieră         | Total carieră | Total carieră                    | 151       | 6         | 13      | 0      | 2       | 0      | 0       | 0      | 166     | 6      |

1. ↑  Inclusiv meciuri în competițiile europene precum Liga Campionilor UEFA și Europa League
2. ↑  Meciuri în alte competiții, cum ar fi Supercupa Croației

### Meciuri la națională
Până la data de 25 martie 2019 
| Echipa națională | An    | Meciuri | Goluri |
| ---------------- | ----- | ------- | ------ |
| Albania          |       |         |        |
| 2014             | 1     | 0       |        |
| 2015             | 1     | 1       |        |
| Total            | Total | 2       | 1      |
| Kosovo           |       |         |        |
| 2014             | 1     | 0       |        |
| 2016             | 3     | 0       |        |
| 2017             | 7     | 2       |        |
| 2018             | 9     | 1       |        |
| 2019             | 2     | 1       |        |
| Total            | Total | 22      | 4      |

#### Goluri la națională
Goluri marcate pentru Albania și Kosovo.
| Nr.        | Data              | Stadion                                           | Selecție   | Adversar    | Scor       | Rezultat   | Competiție                                   |            |
| Cu Albania | Cu Albania        | Cu Albania                                        | Cu Albania | Cu Albania  | Cu Albania | Cu Albania | Cu Albania                                   | Cu Albania |
| ---------- | ----------------- | ------------------------------------------------- | ---------- | ----------- | ---------- | ---------- | -------------------------------------------- | ---------- |
| 1.         | 13 noiembrie 2015 | Stadionul orașului Pristina, Pristina, Kosovo     | 2          | Kosovo      | 2 -2       | 2-2        | Amical                                       |            |
| Cu Kosovo  |                   |                                                   |            |             |            |            |                                              |            |
| 1.         | 11 iunie 2017     | Stadionul Loro Boriçi, Shkodër, Albania           | 6          | Turcia      | 1 -1       | 1-4        | Calificările la Campionatul Mondial din 2018 |            |
| 2.         | 13 noiembrie 2017 | Stadionul Olimpic Adem Jashari, Mitrovica, Kosovo | 11         | Letonia     | 1 -1       | 4-3        | Amical                                       |            |
| 3.         | 20 noiembrie 2018 | Stadionul Fadil Vokrri, Pristina, Kosovo          | 20         | Azerbaidjan | 3 -0       | 4-0        | Liga Națiunilor UEFA 2018-2019 D             |            |
| 4.         | 21 martie 2019    | Stadionul Fadil Vokrri, Pristina, Kosovo          | 21         | Danemarca   | 1 -0       | 2-2        | Amical                                       |            |

## Palmares
- Superliga Albaniei Talentul sezonului: 2013-2014 Locul 3,[33] 2014-2015 [8]